# Floridiscrobs dysbatus
Floridiscrobs dysbatus är en snäckart som först beskrevs av Henry Augustus Pilsbry och McGinty 1949.  Floridiscrobs dysbatus ingår i släktet Floridiscrobs och familjen Rissoidae. Inga underarter finns listade i Catalogue of Life.